# Moisés Espírito Santo
Moisés Espírito Santo (Batalha, 20 de mayo de 1934-24 de enero de 2025) fue un etnólogo, lingüista portugués y experto en estudios de toponimia. Profesor catedrático de la Universidad Nueva de Lisboa; profesor catedrático en sociología de las religiones, profesor de sociología en el Departamento de Sociología de la Facultad de Ciencias Sociales y Humanas. 

## Biografía, formación y actividades académicas
Nació en 1934 en la localidad de la Batalla, distrito de Leiría, en una familia de agricultores. En 1963, emigró a París, donde residió hasta 1980, trabajó, en Portugal, en varios sitios de la Función Pública, uno de los cuales como «perceptor» (educador, animador cultural) en la Direcção-General de los Servicios Carcelarios de Lisboa. De 1963 a 1973, en Francia, ejerció la profesión de animador cultural, direccionado para el medio emigrante portugués y magrebí, por cuenta de varios organismos estatales de la República Francesa, teniendo procedido la una actividade de difusión y de animación cultural y fundado varias asociaciones de emigrantes (con actividades de formación y de animación cultural) en colaboración con los municipios y los sindicatos, en una altura en que la emigración portuguesa era massiva y de poca instrucción escolar, se teniendo preocupado en reagrupar, en clubes, los numerosos emigrantes que, entonces, eran desertores o refractários de la guerra colonial, desenraizados, sin puedan volver la Portugal. Fundó también el primer periódico de lengua portuguesa en Francia («Periódico del Emigrante»).
En 1973, con una licencia sabática para formación o reciclaje profesional, se matriculó en la École des Hautes Études en Sciences Sociales- París, se tiendo Diplomado en Sociología: Especialidad de «Sociología Rural», con la tesis Comunidad Rural al Norte de Tejo – Estudio de Sociología Rural, en el año de 1976, producto de una investigación sociológica de terreno sobre la freguesia del Reguengo del Fetal, Consejo de la Batalla, Distrito de Leiría, bajo la orientación del Profesor Placide Rambaud (1922-1990) (Director del 'Centre de Sociologie Rurale' y Director de Estudios Titular en el 'Centre National de la Recherche Scientifique'), y tiene el Doctorado, tres años más tarde, en Sociología : Especialidad en «Sociología de las Religiones», en el año de 1979, con la tesis La Religion Paysanne dans le Nord du Portugal (Thèse 3ème Cycle Sociologie), París, 1979, 409 f., producto de una investigación de terreno sobre la religión de los campesinos de la Región de Entre-Doro-y-Miño, bajo la orientación del Profesor Émile Poulat (Director del 'Centre de Sociologie des Religions' y Director de Estudios Titular en el 'Centre National de la Recherche Scientifique'). La tesis de Doctoramiento fue publicada, en Portugal, en el año de 1984, con el título de «La Religión Popular Portuguesa».
En 1981, de regreso definitivo a Portugal, se integró en el cuerpo docente de la Universidad Nueva de Lisboa em Sociología Rural en el Departamento de Sociología de la Facultad de Ciencias Sociales y Humanas, como profesor auxiliar invitado, cuando era Rector de la Universidad Nueva de Lisboa el profesor José Mattoso, siendo, en la actualidad profesor catedrático jubilado de la Universidad Nueva de Lisboa : en Sociología de las Religiones, habiendo sido, a lo largo suyo actividades académicas, de 1980 a 2004 (24 años), responsable por las Cátedras de Sociología General, de Sociología de la Vida Religiosa, de Sociología Rural Profundizada, de Sociología de la Vida Cotidiana y de Etno-Sociología de las Sociedades Mediterránicas, teniendo leccionado en las varias Maestrías en Sociología, pero también en Ecología Humana y en Estudios Portugueses, para más adelante de haber dirigido el Curso De Posgrado en Sociología del Simbólico y del Pensamiento Religioso y de haber orientado varias tesinas y de Doctorado en las áreas en que es experto.
Es cofundador y presidente de la Asociación de Estudios Rurales de la Universidad Nueva de Lisboa; cofundador y presidente del Instituto de Sociología y Etnología de las Religiones de la Universidad Nueva de Lisboa; cofundador y presidente del Instituto Mediterrânico de la Universidad Nueva de Lisboa, siendo también cofundador y director de la Requisa «Foro Sociológico», editada por el Instituto de Estudios y Divulgación Sociológica de La Universidad Nueva de Lisboa y cofundador y director de la Revista Mediterráneo – Revista de Estudios Pluridisciplinares sobre las Sociedades Mediterrânicas : instituciones académicas, sedeadas en el Departamento de Sociología de la Facultad de Ciencias Sociales y Humanas, que refuerzan la identidad de su obra de investigación, que tuvo siempre el apoyo permanente de varios colaboradores científicos, internos o exteriores al Departamento de Sociología de la Facultad de Ciencias Sociales y Humanas de la Universidad Nueva de Lisboa : obra de investigación que fue influenciada, en el inicio de la suya actividade académica, por la tradición sociológica de la École des Hautes Études en Sciences Sociales - París: Placide Rambaud y Émile Poulat, y por la obra científica de varios autores, de los cuales se destacan, como influencias esenciales: Ernest Renan, Victor Bérard, Max Weber, Cardenal Saraiva y Vitorino Magalhães Godinho.

## Investigación

### Etnología de las religiones
En Portugal fue uno de los primeros investigadores a realizar trabajos de sociología y etnología científicas, al dar inteligibilidade científica a la cultura popular/étnica/tradicional/folclóricas portuguesa (con un abordaje científico, objetiva, con conceptos racionales y métodos científicos: abordaje etnológica y sociológica, muy diferente del abordaje literaria, poética, filosófica o propagandista hecha por gran parte de los eruditos, publicistas y académicos portugueses a lo largo de los tiempos, identificando su origen cultural de cariz matriarcal, matrifocal, matrilinear : matriz Fenicia/Cananeia/Púnica/Cartaginesa), cuyos 'modos de vida' de sus estratos bajos eran exaltados, de modo propagandista, por gran parte de los estudios etnográficos y folclóricos, promovidos por el Estado Nuevo ( propaganda estética, que socializó los portugueses durante varias décadas ), con mucho poco rigor científico y con carácter mítico, habiendo sido uno de los percursores de los estudios de Sociología Rural, con la realización del estudio Comunidad Rural al Norte de Tejo - Estudio de Sociología Rural, donde se describen, a partir de la observación participante, los mecanismos sociológicos que, entonces, regían las sociedades rurales portuguesas, predominantemente agrícolas, y promovían suya cohesión, donde ya describe y analiza los cultos anteriores a la implementación del catolicismo y que permanecieron hasta al siglo XX en enfrentamiento social con él o mezclado con él, utilizando, en el terreno, los conceptos operatorios utilizados por los sociólogos franceses de “religión popular”, conjunto de mitos y rituales anteriores al catolicismo y que fueron reapropriados por él, y “religión institucional”, catolicismo, en el capítulo VII : ‘LA Religión de la Parroquia y su Función', pp.153-199., : génese de los estudios de Sociología de las Religiones en el cual se especializó y que fue el suyo precursor, que fueron bastante desarrollados por el Instituto de Sociología y Etnología de las Religiones de la Universidad Nueva de Lisboa, de lo cual son ejemplos, en este dominio, la obra Orígenes del Cristianismo Portugués, Lisboa, 2001, (3ªedición), donde se da inteligibilidade científica al catolicismo portugués y se concluye que los mitos y los rituales del catolicismo son una fusión proveniente de varias Culturas de Mediterráneo mucho anteriores a la aparición del Cristianismo y que fueron reaproveitados por la Iglesia católica. El Instituto de Sociología y Etnología de las Religiones de la Universidad Nueva de Lisboa se dedica a la investigación en Sociología y Etnología de las Religiones, principalmente en las áreas del Sagrado, de la Laicidade y del Abstencionismo Religioso, a la promoción de Cursos Libres sobre el estudio de los fenómenos religiosos y a la edición de estudios de Sociología de las Religiones. El Instituto de Sociología y Etnología de las Religiones tiene, hasta a la fecha, cerca de dieciséis obras publicadas, algunas de las cuales en varias ediciones, para más adelante de haber inaugurado la Colecção «Ambientes Sociales», que tiene como objetivo fundamental la publicación de trabajos noutras áreas de las Ciencias Sociales y Humanas, congregando, en la ciudad de Lisboa, varias decenas de personas que organizan, periódicamente, encuentros científicos, denominados ‘Semana de Estudios de las Religiones', con varios expertos, para más adelante de haber organizado tres congresos sobre ‘Religión e Ideal Maçónico', con la colaboración del Centro de Estudios Afonso Domingues, en los años de 1994, de 1998 y de 2001. El Instituto invita los expertos en Sociología de las Religiones para la formación complementaria de los alumnos, teniendo instalado, en 1999, un curso libre de «Historia y Doctrina del Esoterismo Occidental» (trimestral, tres horas semanales) bajo la direcção de José Anes, para además de estar atento a todas las propuestas de reflexión sobre las religiones y la mudanza religiosa.

### Culturas de Mediterráneo
Moisés Espírito Santo fue también uno de los primeros investigadores portugueses a identificar, bajo una perspectiva etnológica y en un análisis que considera los procesos sociales en un contexto temporal de larga duración, es decir, durante siglos y milénios, la identidad mediterrânica de las poblaciones del territorio portugués y a defender su encuadramiento en el espacio cultural del Mediterráneo : con la matriz cultural Fenicia/Cananeia/Púnica/Cartaginesa ( de cariz matriarcal, matrifocal, matrilinear ) común a todo su territorio, pero con mayor incidencia en el Noroeste Portugués ( y también en Galicia y en las Asturias ): aquello la que los arqueólogos y los historiógrafos tradicionales denominan, en estereotipo, Civilización de los Crastos y de las Citânias, la que se sucedieron las Culturas Hebraica y Judaica el Norte, como culturas dominantes ( de cariz patriarcal, patrifocal, patrilinear ) que están en el fundamento de la organización socioeconómica constituida por el régimen señorial enfitêutico, por los morgadios/vínculos, por las familias troncais del Noroeste Portugués (y también en Galicia y en las Asturias) de las casas brasonadas, para además de algunas zonas de Trás-os-Montes y de las Beiras (investigación, aunque preliminar, sobre este asunto en la obra El Brasonário Portugués y la Cultura Hebraica, editada en 1997, donde se identifica, aunque de modo mucho preliminar, el origen cultural de un sistema socioeconómico que permaneció casi hasta, a la contemporaneidad, en el Noroeste Peninsular: las viejas familias judaicas sefardíes - Judaísmo Antiguo, perseguidas por la Inquisición y que emigraron para las Américas y para el Centro y Norte de Europa ) culturas que fueron, completamente, olvidadas, inconscientemente o de modo intencional, por la Enseñanza Greco-Latinista de las Universidades Portuguesas, alheado de la realidad socioeconómica y de la identidad cultural de las poblaciones del territorio portugués, durante mucho tiempo bajo la orientación de la Iglesia católica, suministrado bajo una óptica católica, con una ‘cosmovisão' católica, y de modo caudilheiro y dogmático, en detrimento de la verdad científica y en divorcio de la sociedad: “un tipo de Ciencia alheada del «Mundo» ”, desde su inicio en la Edad Media hasta a los años setenta del siglo XX; A su vez, se constata que lo Centro y lo Sur habían sido colonizados por Tribus Bereberes (Tribus Macemuda y Zenaga, con la invasión de 711, mandadas por algunos líderes Árabes - investigación preliminar sobre este asunto en la obra Los Moros Fatimidas y las Apariciones de Fátima, editada en 1995 y mejorada en 1998 (4ªedición), que ocuparon el espacio donde estaba implantado la Cultura Romana y donde se implantó, con mayor incidencia, con la sustitución de la Iglesia Católica por el Imperio Romano, las estructuras del catolicismo, como la Inquisición (Évora, Lisboa y Coímbra), se demostrando, así, la inexistencia de la influencia de otros pueblos inventados por los cronistas clásicos y por los arqueólogos y historiógrafos portugueses a lo largo de los siglos (debido a factores de ignorancia científica) como los celtas, los suevos, los godos, los visigodos o los árabes, entre muchos otros, diagnóstico también constatado por otros sociólogos europeos como Paul Deschamps en la obra L'Histoire Sociale du Portugal (1939, 1959, p.30) : “La influencia árabe, en Portugal, fue menos importante que se juzga. Ciertas palabras tienen una falsa etimología árabe o un origen mixta, otros están siendo falsamente atribuidas a los Árabes con el pretexto de que estos son semitas. Nosotros sabemos que esas palabras vienen de los Fenicios, y que otras son sencillamente hebraicas.”
Las Culturas de Mediterráneo pre-clásicas están siendo estudiadas por el Instituto Mediterrânico de la Universidad Nueva de Lisboa, que realizó dos encuentros científicos de cariz internacional, como a I Congreso Mediterrânico de Etnología Histórica - La Identidad Mediterrânica, que transcurrió en la Fundación Calouste Gulbenkian, en la ciudad de Lisboa, en el año de 1991, que reunió cerca de doscientos expertos de Mediterráneo provenientes de varias partes del Mundo, y la I Encuentro Luso-Marroquí de Cooperación, que transcurrió en la ciudad de Rabat, en Marruecos, en el año de 1993, con la colaboración del Instituto Luso-Árabe para la Cooperación, Cámara de Comercio e Industria Luso-Marroquí y La Association Ribat Al Fath.El Instituto Mediterrânico edita la Revista Mediterráneo – Revista de Estudios Pluridisciplinares sobre las Sociedades Mediterrânicas, de la cual Moisés Espírito Santo es director y que cofundó en el año de 1992. La requisa, con una media de 300 páginas por número, tiene colaboradores de diversas instituciones universitarias de la Europa y del Mediano Oriente. La requisa es temática; compuerta uno Junta Consultiva con elementos de Portugal, Francia, España, Marruecos y Túnez, un Consejo Editorial y un consejo de Colaboradores Permanentes que son los sucesivos coordinadores. No tiene un consejo redactorial propio, se abriendo a la colaboración de los expertos de las áreas de Mediterráneo, de la Facultad o exteriores, que se proponen organizar números temáticos de las respectivas especialidades. El Instituto Mediterráneo posee un fundo bibliográfico sobre el islam y otro sobre el Judaísmo y mantiene contactos con cerca de doscientas y cinquenta asociaciones de la Europa, del Magreb y del Mediano-Oriente, orientando sus intereses para la Sociología, la Geo-Política y la Historia del Mediterráneo.

### Estudios de toponimia
Moisés Espírito Santo es también responsable por la realización de los únicos estudios sobre toponimia realizados en Portugal con credibilidad científica (que son, a par de las investigaciones de terreno en «Sociología de las Religiones», sus investigaciones de terreno de mayor importancia científica), derivados del método propuesto por el investigador francés Victor Bérard, Les Phéniciens et L'Odissée (1927), para la toponimia de los países de Mediterráneo, que perfecciona, denominado método de la constelación local, teniendo recorrido miles de kilómetros por el territorio portugués e investigado muchos sitios recónditos, guiado por cartas militares, se desplazando de autocarro, de taxi o a pie : tipo de investigación en el terreno expuesta, sobre todo, en las obras Ensayo Sobre Toponimia Antigua(1988), Fuentes Remotas de la Cultura Portuguesa(1989) y Cinco Mil Años de Cultura el Oeste — Etno-Historia de la Religión Popular en una Región de Extremadura (2004), nombres de las fincas (sitios) son de creación oral y no tienen que ver con la evolución de la escrita y habían sido dichos y transmitidos oralmente y sólo pasaron a la escrita, a lo mejor, con las crónicas medievales, los nombres habían sido atribuidos a las fincas por los usuarios y vecinos, en virtud de las funciones sociales o de las razones geográficas que esas fincas evocaban, donde se desvela el origen etimológica cananeia/fenicia/púnica/cartaginesa/hebraico antiguo de toda la toponimia del territorio portugués y donde se comprueba la falsedad de todos los otros métodos de análisis de fisionomía latinista utilizados, hasta entonces, por los publicistas y letrados portugueses desde la aparición de los Estudios Superiores en la Edad Media y donde se demuestra que la lengua hablada, en todo el territorio portugués, antes de la colonización romana, era la fenicia/púnica/cananeia/cartaginesa/hebraico antiguo y que se fundió, en criollo, con el Latín, lengua del ocupante utilizada en la administración y, más tarde, con el transcurrir de la evolución social, utilizado en las universidades y en las estructuras religiosas de la Iglesia católica (órdenes religiosas, inquisición, diócesis y parroquias) como lengua dominante, a pesar del Fenicio/Cananeu y los valores de la Cultura Fenicia/Cananeia, de fisionomía matriarcal y matrifocal, tengan permanecido, como lengua y cultura dominadas, en muchos casos casi intactos, en los medios más aislados y arcaicos del territorio portugués (teniendo como ejemplos mucho relevantes el hablar popular/tradicional/étnico de las poblaciones rurales portuguesas) hasta a la contemporaneidad, identificables en muchos de sus aspectos sociales y culturales, como describe Natália Correia : “El trabajo de Moisés Espírito Santo va mucho además de una explotación de la etnología comparada de las religiones. Ella bucea en el âmago de la cultura identificada a través de las creencias y de los ritos fuertemente impregnados de la imagen materna. Y, en esa bajada a las grutas más recónditas de la psique portuguesa, nos hace ver los arquetipos que explican la fragilidad de la supremacía institucional del poder masculino. Una matriarcalidade interiorizada que no ofrece estímulos a los feminismos históricos que prosperan en las sociedades donde no fortalece el predominio más o menos visible de los valores femeninos. La estratagema del mariavalismo camufla-los? El propio acratismo de la índole portuguesa hostil a la patriarcalidade del Estado, descubre-los. El hombre portugués sólo se reconoce seguro en el seno materno.” (epílogo a la obra Orígenes Orientales de la Religión Popular Portuguesa). Moisés Espírito Santo hizo tabula rasa de las investigaciones realizadas por los lingüistas portugueses a lo largo de los tiempos, basadas en presupuestos latinistas o celtistas, pan-germanistas y antisemitas, construidos por los latinistas portugueses desde la aparición de los Estudios Superiores en la Edad Media y por los intelectuales europeos pan-germanistas, celtistas y antisemitas durante el siglo dezanove, reanudando las tesis preliminares desarrolladas por el Cardenal Saraiva, identificando únicamente dos orígenes lingüísticas que habían formado la lengua portuguesa: el Latín y las varias variantes del Fenicio/Púnico/Cartaginés : el cananeu/cananita/ugarítico, el acadiano/acádio, lo asirio y lo hebraico antiguo, para además de las palabras griegas (introducidas, sobre todo, en las estructuras universitarias) y de los estrangeirismos modernos y contemporáneos.

### Divulgación sociológica
Moisés Espírito Santo es también director de la Requisa «Foro Sociológico», que fundó en 1992 y que es editada por el Instituto de Estudios y Divulgación Sociológica de la Universidad Nueva de Lisboa. Primera Serie : del año de 1992 a 1999. Segunda Serie : a partir de 1999. La Requisa Foro Sociológico, con una media de 350 páginas por número, es una publicación destinada a la difusión de pequeños trabajos científicos(papers), investigaciones no necesariamente acabadas, susceptibles de provocar debate sobre la actualidade. Está abierta a una colaboración ensanchada de alumnos, investigadores y docentes de las varias áreas de las Ciencias Sociales. El Instituto de Estudios y Divulgación Sociológica, para además de divulgar estudios de Sociología, está realizando encuentros de carácter socioeconómico, de lo cual se destaca “Setúbal - 10 años en Retrospectiva” - foro realizado, en el año de 1995, en la ciudad de Setúbal con la intervención de las varias instituciones y de los protagonistas sociales de la región.

## Principales publicaciones
Considerado, por algunos académicos, una referencia científica, en Portugal, en el área de Etnología de las Religiones, siendo uno de los académicos e investigadores pioneros, en Portugal, en el ámbito de las Ciencias Sociales, cuya obra de investigación contribuó para la revisión y reformulación de los estudios tradicionales hechos, en Portugal, a lo largo de los siglos, por la Etnología/Etnografía, por la Arqueología, por la Historia/Historiografía, por la Teología, por los Estudios Portugueses, por la Etnolinguística y por los Estudios de Toponimia sobre el verdadero origen y sobre la verdadera identidad cultural de las poblaciones del territorio portugués: del origen de la Lengua Portuguesa y de su Identidad Cultural, de tal modo que también, a partir de esas investigaciones, gran parte de las menciones latinistas sobre el origen de las palabras en los diccionarios debían ser alteradas, ya que se constata que gran parte de las palabras portuguesas provienen de la Lengua de los Fenicios y Cartagineses y del Hebraico: el caldaico, el fenicio, el acadiano, lo asirio y lo hebraico bíblico. De su obra de investigación sociológica y etnológica, se destacan los siguientes trabajos de investigación:

### Libros
- 1980 - Comunidad Rural al Norte de Tejo – Estudio de Sociología Rural(con prefacio de Placide Rambaud), Lisboa, Instituto de Estudios para el Desarrollo, 222 páginas. Estudio realizado en 1999, Veinte Años Después, Lisboa, Asociación de Estudios Rurales de la Universidad Nueva de Lisboa y Gráfica 2000, 351 páginas.
- 1984 - La Religión Popular Portuguesa (con prefacio de Émile Poulat), Lisboa, Ediciones ‘La Regla del Partido',270 p.; 2ªedición: Lisboa, Asirio & Alvim, Colecção Peninsulares/Especial N º21, 1990, 296 páginas (2ªedición revista e aumentada. Varias reimpresiones de la 2ªedición).
- 1988 - Orígenes Orientales de la Religión Popular Portuguesa seguido de Ensayo sobre Toponimia Antigua(con epílogo de Natália Correia), Lisboa, Asirio & Alvim, Colecção Peninsulares/Especial N º10, 395 páginas.(varias reimpresiones)
- 1989 - Fuentes Remotas de la Cultura Portuguesa, Lisboa, Asirio & Alvim, Colecção Peninsulares/Especial N º16, 400 páginas. (varias reimpresiones)
- 1993 - Orígenes del Cristianismo Portugués, precedido de La Diosa Siria de Luciano de Samoçata, Lisboa, Instituto de Socologia y Etnología de las Religiones de la Universidad Nueva de Lisboa y Gráfica 2000, 242 páginas ( 1.ª edición), 1997 (2ªedición), 2001 (3ªedición, versión Corregida y Mejorada) 320 páginas.
- 1993 - Diccionario Fenicio-Portugués :10 000 vocablos de las lenguas y dialectos hablados por los Fenicios y Cartagineses desde el siglo XXX a. C., englobando el fenicio, el acadiano, lo asirio y lo hebraico bíblico, Lisboa, Instituto de Sociología y Etnología de las Religiones de la Universidad Nueva de Lisboa y Gráfica 2000, 290 páginas, 2.ª edición: 1994.
- 1995 - Lección: Introducción Sociológica al Islam, Villa Nueva de Gaia, Estratégicas Creativas, 64 páginas(Lección para la obtención del grado de Profesor Agregado en Sociología de las Religiones, proferida en la Facultad de Ciencias Sociales y Humanas de la Universidad Nueva de Lisboa los días 27 y 28 de marzo de 1995)
- 1995 - Los Moros Fatimidas y las Apariciones de Fátima, Lisboa, Instituto de Sociología y Etnología de las Religiones de la Universidad Nueva de Lisboa y Gráfica 2000, 400 páginas. (cuatro ediciones. La cuarta edición (1998) fue mejorada y aumentada. Fue hecha, recientemente, la 5.ª edición: Lisboa, Asirio & Alvim, 2006. - 281, [6], p. : il. ; 24 cm. - Lusitania ; 6 ) y existe una traducción parcial de la obra en italiano por Marcello Saco: Fátima Magica — Le Apparizioni di Fátima fra Cristianesimo Popolare y Misticismo Islámico, Le Nardo Itália, BESA Editrice, 1999.
- 1997 - El Brasonário Portugués y la Cultura Hebraica, Lisboa, Instituto de Sociología y Etnología de las Religiones de la Universidad Nueva de Lisboa y Gráfica 2000, 302 páginas, 2000 (2ªedición).
- 2002 - La Religión en la Mudanza : La Nueva Era, Lisboa, Instituto de Sociología y Etnología de las Religiones de la Universidad Nueva de Lisboa y Gráfica 2000, 303 páginas.
- 2005 - Cinco Mil Años de Cultura el Oeste — Etno-Historia de la Religión Popular en una Región de Extremadura, Lisboa, Asirio & Alvim, Colecção Peninsulares/Especial, 535 páginas.

### Estudios y artículos
- 1982 - “A propósito de la apertura de Portela del Hombre: Miño: una "guerrila" secular contra el Terrero del Palacio” en Historia n.46, Lisboa, agosto de 1982, pp.38-44.
- 1983 - “La Religion des Paysans Portugais”, París, Archive du Centre Culturel Portugais de la Fundation Calouste Gulbenkian, pp.49-78
- 1983 - “Langages réligieux et spacialités” en Espacies et Culture (coordinación de Pierre Pellegrino), Berne, Éditions Georgi, Saint Saphorin, pp.23-77.
- 1984 - “Sobre la visión y las costumbres en lo que respeta a la regionalización y a la descentralización: regionalización y desintegración social.” en Regionalización y Desarrollo, Lisboa, Prensa Nacional/Casa de la Moneda, pp.77-89
- 1985 - “Dos Modelos de Educación Familiar” en Contexto - Revista de Estudio Multidisciplinar de la Familia (dirigida por la antropóloga Manuela Fazenda), Volumen 1, n º2, Lisboa, pp.135-147.
- 1987 - “Sexualidad y Religión” en Sexología en Portugal, Volumen 2,(coordinación de J. Allen Gomes, Afonso de Albuquerque y J. Silveira Nunes)Lisboa, Texto Editorial, pp.23-54.
- 1990 - “Ciudad o campo: donde se vive mejor?”, en Revista «Problemas y Prácticas», N.º8, Lisboa, ISCTE, septiembre de 1990 (con João Ferrão, António Fonseca, Afonso Barros y Vítor Matias Ferreira).
- 1992 - “La Escrita Ibérica - interpretación de la escrita y de la lengua ‘pre romanas'” en Revista Mediterráneo - Revista Pluridisciplinar sobre las Socidades Mediterrânicas, n.º 1, Lisboa, Instituto Mediterráneo de la Universidad Nueva de Lisboa y Gráfica 2000, pp. 3-5 y pp. 179-220.
- 1993 - “Lo que es un Judío?” estudio previo a la reedición de la obra de Samuel Schwarz de 1925, Los Cristianos-Nuevos en Portugal en el siglo XX, Lisboa, Instituto de Sociología y Etnología de las Religiones de la Universidad Nueva de Lisboa y Gráfica 2000, pp.IX-XXII.(dos ediciones).
- 1995 - “El toro en la Biblia: símbolo de Dios y víctima sacrificial.” en Revista Mediterráneo -Revista Pluridisciplinar sobre las Sociedades Mediterrânicas, n º5/6, Lisboa, Instituto Mediterrânico de la Universidad Nueva de Lisboa y Gráfica 2000, Jul./Diez. 1994, Ene./Jun. 1995, pp.11-21.
- 1996 - “La llamada escrita ibérica: desciframiento de tres inscripciones púnicas de España” en Revista Mediterráneo - Revista Pluridisciplinar sobre las Sociedades Mediterrânicas, n º8/9 Lisboa, Instituto Mediterrânico de la Universidad Nueva de Lisboa y Gráfica 2000, 1996, pp.289-309.

- 1998 - “Emergencia del Individuo en la Sociedad Posmoderna” en La Vivencia del Sagrado - (Núcleo de Psicología Transpersonal de la Universidad de Lisboa), Lisboa, Editorial Hugin, pp.19-28.
- 2001 - Artículo/Estudio en Lisboa, Oeste y Vale de Tejo. Enchufar Europa y lo Atlántico: competitividad y solidaridad (coordinación de António Fonseca Ferreira ; prefacio de Álvaro Guerra), Lisboa, Comisión de Coordinación de la Región de Lisboa y Vale de Tejo, 2001, 123 p.

### Instituciones universitarias
- Facultad de Ciencias Sociales y Humanas de la Universidad Nueva de Lisboa - Lisboa - Portugal

- Datos: Q3319297